# Yaroslav Bohunov
Yaroslav Hennadiyovych Bohunov (tiếng Ukraina: Ярослав Геннадійович Богунов; sinh 4 tháng 9 năm 1993) là một cầu thủ bóng đá Ukraina. Tính đến năm 2017, anh thi đấu cho Krumkachy Minsk.